# Luiz Peixoto Ramos
Luiz Peixoto Ramos (João Pessoa, 15 de abril de 1941) é um escritor e compositor brasileiro, mais conhecido pelo personagem "Jabutigão".

## Biografia
Em 1961, passou uma temporada em Belém e logo retornou para a Paraíba. Em 1964, lança seu primeiro disco, um compacto simples contendo as canções Abraço Eterno (bolero) e Porque existe saudade (twist).
Em 1987, recebeu a menção honrosa pelo poema "Sou", concorentes aos jogos florais dos "Poetas do Mundo Lusíada", em Massachusetts, Estados Unidos. Nesse mesmo ano publica, na Academia Paraense de Letras (APL), seu primeiro livro "Levitando na poesia". Em 1992 publica na APL seu terceiro livro "Êxtase".
Em 1995, lança no núcleo de arte da Universidade Federal do Pará (UFPA) seu segundo disco "Delírio" com canções populares, em São Paulo.
Em 1997, lança na academia paraensse de letras seu quarto livro "Reflexos do dia-a-dia". Neste mesmo ano participa do livro "Introdução à literatura no Pará", sétimo volume, da APL. Já em 1998, lança a segunda edição de reflexos do dia a dia, na APL. 
Em novembro de 1999 é lançado por ocasião da III Feira Pan-Amazônica o livro "Um conto de fadas amazônico". Foi classificado VII concurso de contos da região Norte 1 contista da Amazônia, com o conto "O Segredo", promovido pelo núcleo de arte da universidade do Pará. Em 2000, reedita "Um conto de fadas amazônico".